# Heads or Tails?
『Heads or Tails?』（ヘッズ・オア・テールズ）は、日本の歌手・Soweluのリミックス・アルバム。2005年7月20日発売。発売元はDefSTAR RECORDS。

## 解説
- Soweluがこれまでコラボレーションしてきたアーティストとの楽曲や、2ndアルバム『SWEET BRIDGE』収録曲のリミックスなどを収録。コラボレーション作品はこれまで参加したもの全てが収録されている。また、未発表曲も収録。
- 初回限定盤にはDVDが付いている。

## 収録曲
1. "Uh"
2. Get Ready-Nite 2 Remember-feat.Sowelu & BIG-O
3. Let's go faraway feat.MICRO from HOME MADE家族（Mine-chang remix）
4. Do You Remember That ? （DJ HIGH-D Remix）
5. No Limit feat.P-CHO from DOBERMAN INC(BLremix）
6. He is not for me (OCTOPUSSY Remix)
7. 暁ニ想フ feat. Miss Monday (HIEDA Remix)
8. Play That Funky Music feat.urb
9. cloudy feat.Masaya Wada.(Taishi Fukuyama remix)

Bonus Track
1. love for two（作詞：西尾佐栄子 作曲：隆勇人)未発表曲。トリンプ「天使のブラ」CFソング。